# Marek Włodarczyk (ur. 1974)
Marek Włodarczyk (ur. 30 kwietnia 1974 w Blachowni) – polski aktor teatralny, dubbingowy, telewizyjny i filmowy, lektor, rzadko występujący przed kamerą. W 1997 roku ukończył studia w Akademii Teatralnej w Warszawie.
Występował gościnnie na deskach m.in.: Teatru Scena Prezentacje w Warszawie. Od 1998 roku pracuje jako lektor.

## Filmografia
- 2013: Podporucznik Rybarczyk – ppor. MO Rybarczyk
- 2012: Prawo Agaty – lekarz (odc. 21 i 28)
- 2010–2012: Czas honoru – ksiądz (odc. 32 i 53)
- 2007: Mamuśki – Jasiński
- 2007: Dwie strony medalu – zięć Toniego
- 2007: Tylko miłość – policjant biorący udział w akcji przeszukania agencji towarzyskiej
- 2006: Futro – mąż katechetki
- 2006: Cold Kenya – Mariusz
- 2006: Fala zbrodni – Marek Heller (odc. 48)
- 2005: 1409. Afera na zamku Bartenstein – Eugeniusz
- 2005: Kryminalni – Tomasz (odc. 19)
- 2004: Szaleńcy – kasjer na dworcu kolejowym
- 2004–2006: Pensjonat pod Różą – Przemek
- 2004–2006: Bulionerzy – śpiący pasażer
- 2002: Wiedźmin – elf Galarr
- 2002: Sfora – aplikant, człowiek Starewicza
- 2002–2003: Kasia i Tomek – Patryk
- 2002–2008: Samo życie – mecenas Maciej Szlendak, pełnomocnik Kacpra Szpunara
- 2001: W pustyni i w puszczy – gwary (dubbing)
- 2001: Marszałek Piłsudski – „Ruta”, bojownik PPS
- 2000–2001: Miasteczko – ksiądz
- 2000, 2004: Rodzina zastępcza – żołnierz (odc. 46), dziennikarz „Superfaktu” (odc. 184)
- 2000: Lokatorzy – Marcin (odc. 15)
- 1999: Córy szczęścia – brat i „opiekun” Soni na stadionie
- 1999–2008: Na dobre i na złe – Marek, mąż Kasi
- 1999: Skok – policjant
- 1999–2000: Czułość i kłamstwa – lekarz pogotowia ratunkowego
- 1997: Złotopolscy – Arek Tomecki vel Domecki, kolega i wspólnik Agaty (2006)
- 1997: Klan – pracownik produkcji filmu „Dwa serca”
- 1980–2000: Dom – student pod pomnikiem Mickiewicza

## Polski dubbing
- 2009: Pokémon: Arceus i Klejnot Życia – Brock
- 2007: Pokémon: Wymiar walki – Brock
- 2007: Nurkuj, Olly – Nurek Doug
- 2006: Ōban Star Racers –
  - Książę Aikka,
  - Uczeń szkoły Sterna,
  - Mechanik we wspomnieniach Don Weia (odc. 18),
  - Kłusownik (odc. 18)
- 2005: Inspektor Gadżet: Misja specjalna
- 2005: Roboty – Pan Dekiel
- 2004: Świnka Peppa – narrator
- 2003–2005: Radiostacja Roscoe – Travis
- 2002: Cyberłowcy
- 2001–2003: Legenda Tarzana – Gogu
- 2001: Pokémon 3: Zaklęcie Unown – Brock
- 2000–2004: Yu-Gi-Oh! –
  - Joey,
  - Bakura
- 2000–2003: X-Men: Ewolucja – Scott Summers/Cyklop
- 2000: Pokémon: Powrót Mewtwo – Brock
- 1999–2003: Nieustraszeni ratownicy
- 1999–2004: Sabrina
- 1999: Lisek Pablo
- 1997–2001: Byle do przerwy
- 1999: Pokémon Film pierwszy: Zemsta Mewtwo – Brock
- 1997: Pokémon –
  - Brock,
  - Gary Oak
- 1994–1998: Spider-Man – Clay
- 1994: Scooby Doo i baśnie z tysiąca i jednej nocy – Książę
- 1977–1980: Kapitan Grotman i Aniołkolatki
- 1971: Dzielny szeryf Lucky Luke – Lucky Luke
- 1973: Przygody rabina Jakuba